# Leucanthemum grande
Leucanthemum grande là một loài thực vật có hoa trong họ Cúc. Loài này được (L.) P.Giraud mô tả khoa học đầu tiên năm 1935.